# Cabranes
Cabranes település Spanyolországban, Asztúria autonóm közösségben. Cabranes Villaviciosa, Piloña, Nava és Sariegu községekkel határos. Lakosainak száma 1097 fő (2024).

## Népesség
A település népessége az utóbbi években az alábbiak szerint változott:
| Lakosok száma | 1269 | 1097 | 1086 | 1101 | 1079 | 1075 | 1052 | 1034 | 1111 | 1097 |
|               | 2000 | 2004 | 2006 | 2009 | 2011 | 2014 | 2016 | 2019 | 2021 | 2024 |